# Mietshaus Münchner Straße 26

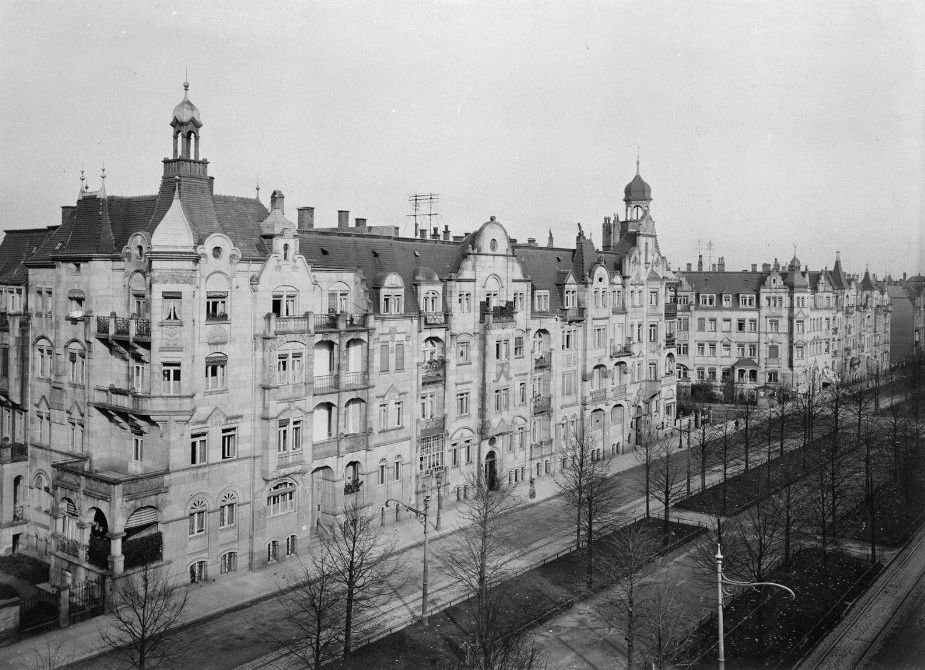
Gruppenhaus Münchner Straße 22–26 nach 1900, Nr. 22 und 24 1945 zerstört, Nr. 26 (linker Teil des Gebäudes) blieb erhalten

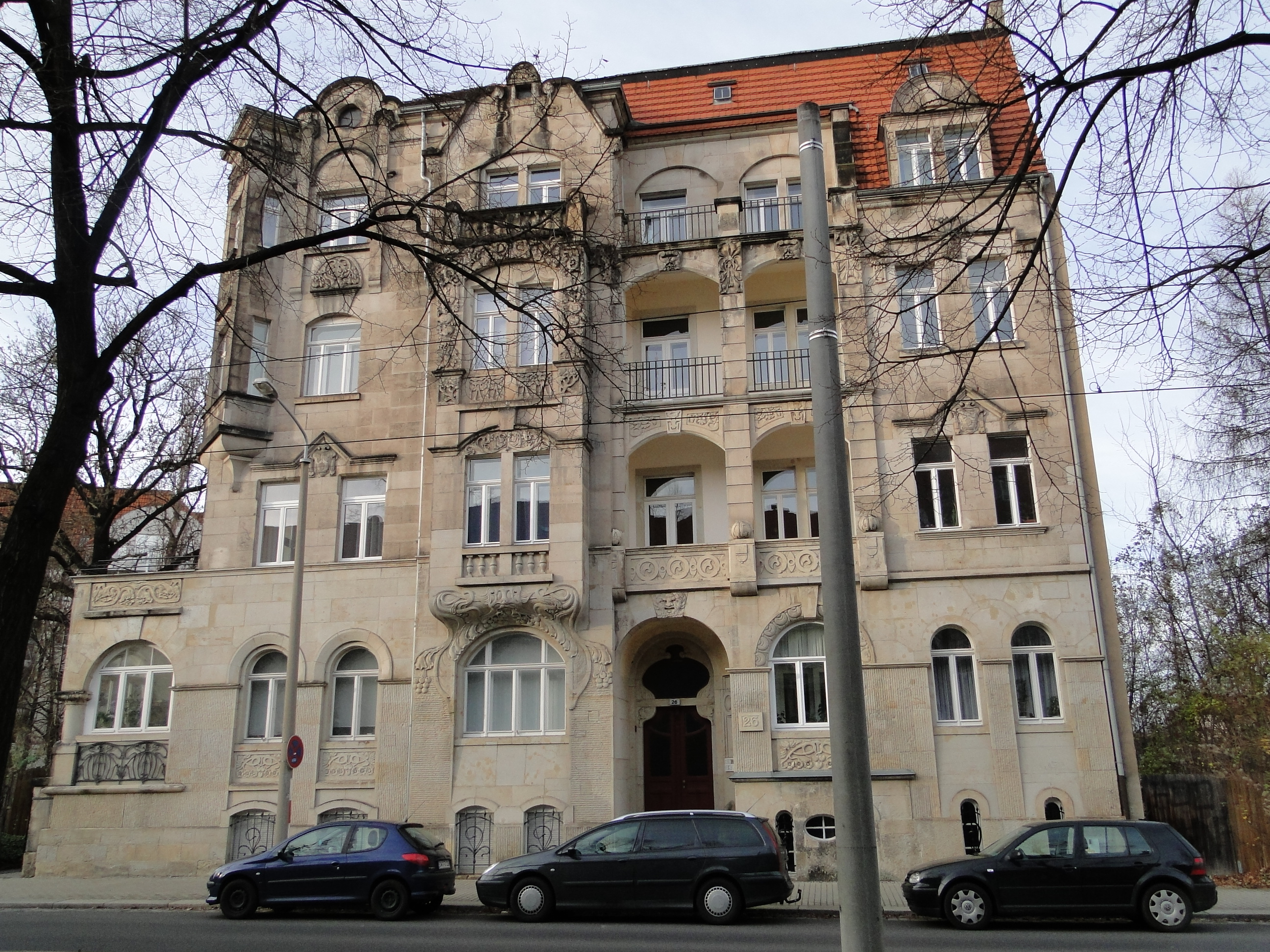
Mietshaus Münchner Straße 26

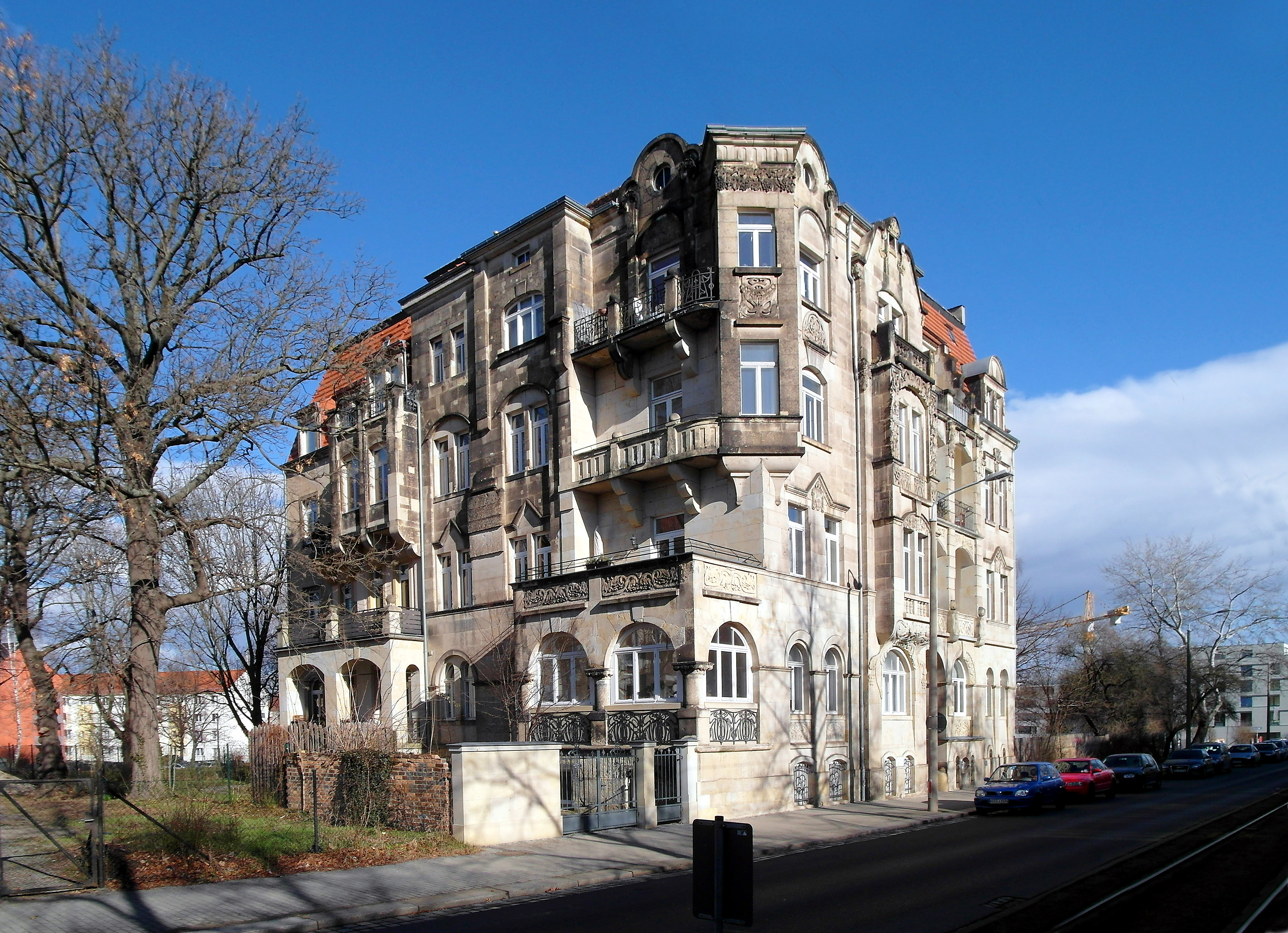
Mietshaus Münchner Straße 26

Das Mietshaus Münchner Straße 26 ist ein denkmalgeschütztes Jugendstil-Mietshaus im Dresdner Stadtteil Südvorstadt, das 1903 von Curt Hermann Praetorius, Architekt und Baumeister, als Teil eines sogenannten „Gruppenhauses“, und zwar des Gruppenhauses Münchner Straße 22–26, erbaut wurde.
„Gruppenhäuser“ waren im „Bayrischen Viertel“, zu denen dieses Gebiet gehört, ein Kompromiss zwischen einer geschlossenen (Blockrand-)Bebauung, die im gesamten Stadtgebiet von Dresden eher unerwünscht war und nur in einigen Straßenzügen zugelassen wurde (noch heute vorhandene Ausnahme: Äußere Neustadt) und dem Typus des freistehenden Mehrfamilienhauses („Mietvilla“, „Dresdner Kaffeemühle“), die verschiedene Stadtgebiete, wie z. B. Striesen oder in Löbtau, flächendeckend dominierte.
Für das gesamte Areal war einerseits eine hochwertige Bebauung vorzusehen, schlossen sich südlich (Plauen) und nördlich („Schweizer Viertel“) eher gut- bis großbürgerlich dominierte Viertel an, andererseits hatten die nahe Technische Hochschule, wie auch die Industriegebiete an der Zwickauer Straße zu einem großen Wohnungsbedarf geführt. Der Kompromiss bestand letztlich dahingehend, dass die geschlossene Randbebauung durch Gruppen von zwei oder drei miteinander verbundener Mehrfamilienhäuser, „Gruppenhäuser“ genannt, aufgelöst bzw. aufgelockert wurde. Im Zusammenhang mit dem zur Bauzeit dominierenden Jugendstil entstand städtebaulich-architektonisch ein für Dresden einmaliges Gebiet, das jedoch durch die Luftangriffe auf Dresden 1945 zerstört und die anschließende Enttrümmerung nahezu komplett beräumt wurde. Nur wenige Bauten, darunter sind keine Gruppenhäuser, haben beides zeitlich überstanden.
Von dem Gruppenhaus Münchner Straße 22–26 wurden die Nummern 22 und 24 im Jahr 1945 durch die Luftangriffe auf Dresden zerstört. Nr. 26 wurde beschädigt, das Dach wurde nur vereinfacht wieder aufgebaut (ohne Schmuckturm). Als Wohnhaus genutzt und nach 1990 saniert steht es heute unter Denkmalschutz.
Es gibt dabei eine Besonderheit: Der ehemalige Brandgiebel zur Nummer 24 stand nach 1945 nunmehr frei: Dies wurde nach 1945 genutzt, um für die innenliegenden Toiletten kleine Fensteröffnungen durchzubrechen. Mit dem Beginn der Bebauung auf dem Nachbargrundstück der Nummer 24 gelang es nicht, den ursprünglichen Zustand des Brandgiebels wieder herzustellen, mithin musste die Neubebauung ab 2022 „auf Lücke“ errichtet werden: Dieser nach Sächsischer Bauordnung erforderliche Abstand verhindert, dass hier ein „Gruppenhaus“ in neuer architektonischer Interpretation entstehen konnte.

## Beschreibung
Das Gebäude ist drei Geschosse hoch. Die Sandsteinfassade ist aufwändig mit reicher ornamentaler Ausschmückung und Schmiedearbeiten gestaltet worden. Verschiedene Erker, Fensterverdachungen, loggiaartige Balkone und Giebel schmücken die abwechslungsreiche und vielfältig gestaltete Fassade.